# الأكاديمية الأمريكية للفنون والآداب
الأكاديمية الأمريكية للفنون والآداب هي جمعية تضم في عضويتها 250 عضواً شرفياً. تهدف إلى تعزيز ومساعدة والحفاظ على تميز الأدب والموسيقى الأمريكية ويقع في حي واشنطن هايتس في مانهاتن في نيويورك

## تاريخها
أسست هذه الأكاديمية في سنة 1904 من قبل أعضاء في المعهد الوطني للفنون والآداب. على نفس نموذج أكاديمية اللغة الفرنسية. وقد تم انتخاب أول سبعة أكاديميين لمجلسها عن طريق ورق الاقتراع وكانو كل من ويليام دين هوليز وصمويل لانغهورن كليمنس وإدمون ستيدمان كلارنس وجون هاي ليمثلوا الأدب وأغسطس سانت جونز وجون لافارغ لتمثيل الفن وإدوارد ماكدويل لمثيل الموسيقى. سميت في سنة 1976 باسم الأكاديمية الأمريكية ومعهد الفنون والآداب  . وفي عام 1992 حول الأعضاء الاسم إلى اسمها الحالي.